# چانگ-دونگ
چانگ-دونگ (به لاتین: Chang-dong) یک منطقهٔ مسکونی در کره جنوبی است که در منطقه دوبونگ واقع شده‌است. چانگ-دونگ ۴٫۳۵ کیلومتر مربع مساحت و ۱۳۶٬۸۹۸ نفر جمعیت دارد.